# Sociedade Torre de Vigia de Bíblias e Tratados

Watchtower

Associação Torre de Vigia de Bíblias e Tratados da Pensilvânia (antigamente denominada no Brasil de "Sociedade Torre de Vigia de Bíblias e Tratados"), é a designação pela qual é conhecida a mais antiga das sociedades ou associações jurídicas atualmente usada pela religião cristã Testemunhas de Jeová. É a maior sociedade jurídica do mundo.[carece de fontes?]
Ao longo dos anos foram abertas diversas filiais ou congêneres em várias dezenas de países. Conforme os locais, algumas dessas filiais recebem a designação de Sociedade, tal como acontece em Portugal e no Brasil.

## História
No começo dos anos 1870, Charles Taze Russell e alguns amigos decidiram iniciar um estudo da Bíblia com respeito à volta de Cristo, tentando obter esclarecimento bíblico sem a influência de qualquer grupo religioso existente na época. Este foi o início da atual atividade das Testemunhas de Jeová.
Aquele grupo passou a defender que a doutrina da Trindade não era bíblica, mas que somente Jeová é o Deus e Criador Todo-poderoso, que Jesus Cristo é a Sua primeira criação e o seu Filho unigênito e que o espírito santo não é uma pessoa, mas é a força ativa, invisível, de Deus. Também defendia que a alma não é imortal, mas mortal, sendo que a esperança dos mortos está na ressurreição, e que a punição pela maldade impenitente não seria um tormento eterno, mas o aniquilamento. Professavam que um ensino básico da Bíblia é que Jesus deu a sua vida em resgate pela humanidade. Consideravam que primeiro seriam remidos da terra 144 000 homens e mulheres, para serem co-herdeiros de Cristo no reino celestial. Criam ainda que, por meio do resgate de Jesus, muitos outros, incluindo os ressuscitados dentre os mortos, atingiriam a perfeição humana, com a perspectiva de vida eterna na Terra, sob o governo do Reino. Russell e seus associados afirmavam também que a presença de Cristo seria invisível, em espírito. Os Tempos dos Gentios, durante os quais a soberania de Deus não estava sendo expressa por meio de algum governo na Terra. Então seria estabelecido no céu o Reino de Deus. Estes ensinos básicos ainda identificam hoje as Testemunhas de Jeová. 
Para divulgar os ensinos bíblicos em que acreditava, em Julho de 1879, Russell começou a publicar em inglês a revista A Torre de Vigia de Sião e Arauto da Presença de Cristo, hoje mundialmente conhecida como A Sentinela — Anunciando o Reino de Jeová. Em 16 de Fevereiro de 1881, junto com outros associados, ele fundou uma sociedade bíblica sem fins lucrativos. Foi chamada de Sociedade Torre de Vigia de Tratados de Sião (Zion’s Watch Tower Tract Society), tendo sido registada legalmente no Estado de Pensilvânia, Estados Unidos da América, em 15 de Dezembro de 1884. Após o registo legal, Charles Taze Russel torna-se o seu primeiro Presidente. O nome foi mudado em 1896 para Sociedade Torre de Vigia de Bíblias e Tratados (Watch Tower Bible and Tract Society). Desde 1955, tem sido conhecida por Sociedade Torre de Vigia de Bíblias e Tratados da Pensilvânia (Watch Tower Bible and Tract Society of Pennsylvania) que constitui a sociedade que originou o título deste Artigo.
Os membros originais da Directoria foram:
- Presidente: Charles Taze Russell;
- Vice-presidente: W. I. Mann;
- Secretario-tesoureiro: Mary Frances Russell;
- Outros restantes directores: J. B. Adamson; W. C. McMillan; J. F. Smith.

Estava deste modo formada o principal instrumento legal do grupo religioso posteriormente conhecido por Testemunhas de Jeová, visando a realização da sua obra mundial de evangelização.
Usualmente, ao se empregar a expressão Sociedade Torre de Vigia, pretende-se mencionar esta primeira sociedade bem como outras de designação similar e também de grande importância nas atividades das Testemunhas de Jeová. Ao longo dos anos, dezenas de outras sociedades ou corporações legais têm sido constituídas em todos os continentes. Mais informações sobre algumas destas outras sociedades legais estão disponíveis abaixo, na subsecção: Várias sociedades usadas pelas Testemunhas de Jeová.

## Estrutura dirigente
Desde 1884 até 1971, os sete membros da Directoria da actualmente designada Sociedade Torre de Vigia de Bíblias e Tratados de Pensilvânia (Watch Tower Bible and Tract Society of Pennsylvania), dos Estados Unidos da América, eleitos anualmente na Assembleia-Geral da Sociedade, funcionaram como uma estrutura colegial dirigente das Testemunhas de Jeová. Os seus principais directores eram: o Presidente, o Vice-presidente e o Secretário-tesoureiro. Durante todo esse tempo, na sua maior parte, os assuntos eram tratados directamente pelo Presidente da Sociedade Torre de Vigia. A Directoria da Sociedade, na pessoa do seu presidente, exerce jurisdição legal sobre todas as filiais da Sociedade e demais congéneres afiliadas.

### Lista dos Presidentes
- Charles Taze Russell Primeiro Presidente (1884-1916).
- Joseph Franklin Rutherford Segundo Presidente (1917-1942).
- Nathan Homer Knorr Terceiro Presidente (1942-1977).
- Frederick William Franz Quarto Presidente (1977-1992).
- Mílton George Henschel Quinto Presidente (1993-2000).
- Don A. Adams Sexto Presidente (desde 7 de Outubro de 2000).

### Membros actuais da Directoria
Directoria da Sociedade Torre de Vigia de Bíblias e Tratados de Pensilvânia (Watch Tower Bible and Tract Society of Pennsylvania)
- Presidente: Don A. Adams;
- Vice-presidentes: Robert W. Wallen; William F. Malenfant;
- Secretario-tesoureiro: Richard E. Abrahamson;
- Outros restantes directores: Danny L. Bland; Philip D. Wilcox; John N. Wischuk.

## Relação entre a Sociedade e o Corpo Governante das Testemunhas de Jeová
Durante a presidência de Charles Russell, a Sociedade Torre de Vigia fora uma editora de publicações bíblicas e promotora da obra de evangelização dos Estudantes da Bíblia. Russell era encarado como sendo usado por Deus
, e os seus escritos como abrindo o entendimento da Bíblia. As congregações locais, embora aceitassem de bom grado a liderança da Sociedade Torre de Vigia, gozavam de uma certa autonomia e seus membros elegiam os Anciãos e Servos Ministeriais. Com a presidência de Rutherford, surgem mudanças doutrinais e organizacionais profundas. Os que se apegavam ao culto da personalidade de Russell e ao seu entendimento bíblico foram os que mais se ressentiram com as mudanças.
A partir de 1927, a organização religiosa criada em torno da Sociedade Torre de Vigia assume-se como a Única Organização de Deus na Terra e Porta-voz de Deus para a Humanidade. A partir da Assembleia-geral da Sociedade de 2 de Outubro de 1944, afirmou-se a ideia da Directoria da Sociedade como "um Corpo Governante". Além disso, ser membro eleitor da Assembleia-geral da Sociedade passava por uma escolha baseada nas qualificações religiosas e anos de serviço fiel da pessoa em causa, em vez de estar centrada nas contribuições financeiras feitas à Sociedade.
A Sociedade Torre de Vigia de Bíblias e Tratados de Pensilvânia (Watch Tower Bible and Tract Society of Pennsylvania) é a mais antiga e conhecida das sociedades jurídicas usadas pelas Testemunhas de Jeová, apesar de não ser a única. Na verdade existem várias sociedades jurídicas, tanto nos Estados Unidos como em muitos outros países, que são usadas pelas Testemunhas com o objectivo de imprimir e distribuir Bíblias e publicações bíblicas ou serem as proprietárias legais dos terrenos e edifícios usados como sedes dessas Sociedades e como locais de reunião, sejam grandes auditórios conhecidos por Salões de Assembleias ou os usados pelas congregações locais, conhecidos por Salões do Reino. São ainda usadas para coordenar ajuda humanitária, estabelecer contratos para a utilização de locais para Congressos, entre outras atividades para as quais são necessárias entidades legalmente estabelecidas em cada país. No entanto, visto que durante muitos anos a directoria da Sociedade Torre de Vigia de Bíblias e Tratados de Pensilvânia (Watch Tower Bible and Tract Society of Pennsylvania) era constituída pelos membros do Corpo Governante das Testemunhas de Jeová, os termos "Sociedade" ou "Sociedade Torre de Vigia" foram sendo popularmente usados entre as Testemunhas, e não só, como referência ao Corpo Governante.
A partir de 1 de Outubro de 1971, a separação entre a Sociedade Torre de Vigia de Bíblias e Tratados (ou qualquer outra sociedade ou associação legal) e o Corpo Governante passou a ser cada vez mais evidente. Naquela data, os membros, diretores e executivos da Sociedade deixaram de poder eleger os membros do Corpo Governante. Essa separação foi especialmente destacada na revista A Sentinela no artigo com o tema: "Em que o Corpo Governante difere duma entidade jurídica" . Na conclusão, o artigo afirmava:
"Enquanto as condições neste mundo o permitirem, o Corpo Governante, representando "o escravo fiel e discreto", fará uso de entidades jurídicas. Estas são úteis, mas não indispensáveis. Quando uma entidade jurídica é dissolvida por decreto governamental, a pregação ainda continua. Mesmo agora, em países onde há restrições em vigor e em que não se usa nenhuma entidade jurídica, proclama-se a mensagem do Reino, fazem-se discípulos e a teocracia continua a aumentar. Isto se dá porque as Testemunhas de Jeová plantam e regam, e ‘Deus continua a fazê-la crescer’."

## Estatutos
Desde a sua incorporação legal sob as leis do Estado da Pensilvânia, Estados Unidos, em 15 de Dezembro de 1884, a Sociedade Torre de Vigia de Bíblias e Tratados da Pensilvânia (Watch Tower Bible and Tract Society of Pennsylvania) tem-se dedicado "à disseminação das verdades bíblicas, em várias línguas, por meio da publicação de tratados, panfletos, revistas e outros documentos religiosos", segundo expresso nos seus estatutos originais. A Sociedade tem os seus Estatutos registados, de acordo com a Lei das Associações Não-Lucrativas da Comunidade de Pensilvânia, Estados Unidos. Assim, por lei, não pode ser uma empresa que vise lucros.
Também não é possível que alguém obtenha lucros pessoais através desta Sociedade, uma vez que o Artigo V dos seus estatutos  declara: "Ela [a Sociedade] não propicia remuneração ou retribuição financeira, de forma incidental ou de outra forma qualquer, aos seus membros, dirigentes ou directores."
Todos que trabalham na sede da Sociedade, em Nova Iorque, recebem as mesmas provisões básicas de cama e mesa, e uma pequena mensalidade. Não existe ali nenhum clero assalariado.
Todos dentre os milhares de trabalhadores voluntários perseguem o mesmo objetivo da Sociedade Torre de Vigia de Bíblias e Tratados de Pensilvânia (Watch Tower Bible and Tract Society of Pennsylvania), ou conforme citado dos estatutos da Sociedade:
"Pregar o evangelho do reino de Deus, sob Cristo Jesus, a todas as nações, em testemunho do nome, da palavra e da supremacia do Onipotente Deus, JEOVÁ; imprimir e distribuir Bíblias e disseminar as verdades bíblicas em várias línguas, [...] aprimorar homens, mulheres e crianças, tanto mental como moralmente, através da obra missionária cristã, e por meio de instrução caridosa e benevolente do povo quanto à Bíblia."
Todas as outras sociedades, com implementação nacional ou regional, usadas pelas Testemunhas, em muitos países, seguem as mesmas directrizes e objectivos básicos.

## Financiamento da organização
Por lei, a Sociedade Torre de Vigia de Bíblias e Tratados de Pensilvânia (Watch Tower Bible and Tract Society of Pennsylvania), sociedade jurídica de carácter religioso usada pelas Testemunhas de Jeová, não pode ser uma empresa com fins lucrativos. O mesmo acontece nas suas mais de cem filiais e congéneres. 
Cada ministro na sede mundial da Sociedade, ou nas suas filiais, incluindo o presidente da Sociedade e os directores, faz um voto de pobreza legal. A pessoa recebe alimentação, acomodação e a necessária assistência médica, bem como um modesto reembolso para pequenas despesas. Se uma Testemunha viaja a serviço da Sociedade, em geral, são-lhe custeadas as despesas de viagem. Além disso, os ministros das Testemunhas de Jeová não cobram para realizar casamentos, batismos ou funerais. E não se cobram entradas nem se fazem colectas nos discursos públicos ou nos congressos. Os anciãos e servos ministeriais não são assalariados e ninguém é pago para ir de casa em casa. Não fazem contribuições voluntárias na esperança de que isso lhes traga a salvação, nem ensinam tal conceito. 
Nos Salões do Reino há caixas de contribuições, de modo que as pessoas podem fazer donativos voluntários, se o desejarem e de forma anônima. Todos os donativos, grandes ou pequenos, são apreciados. Os fiéis, ao passar de porta em porta, oferecem suas Sentinelas, Despertai e outras publicações de forma gratuita. Caso o morador deseje, pode fazer um donativo. Mensalmente, o ministro responsável pelas contas faz um breve relatório à congregação, informando o total das contribuições recebidas, das despesas e dos donativos da congregação à Sociedade Torre de Vigia em apoio da obra de pregação mundial e de outros empreendimentos. Pessoas individuais podem contactar a Sociedade Torre de Vigia ou as suas congêneres em cada país para efetuarem donativos monetários ou doações particulares.

### Nova política quanto à distribuição de publicações

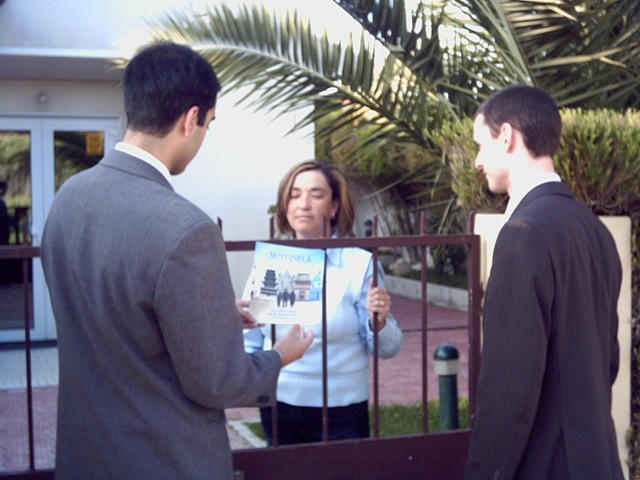
Apresentando a revista A Sentinela na obra pública de evangelização das Testemunhas de Jeová

Em 1990, o Corpo Governante das Testemunhas de Jeová eliminou o donativo fixo solicitado pelas suas publicações. Foi ainda extinto o arranjo das assinaturas das revistas A Sentinela - Anunciando o Reino de Jeová e Despertai!. Em 1 de Março de 1990, a nova política entrou em vigor nos Estados Unidos da América, estendendo-se depois a outros países. Foi ainda anunciado que os custos de funcionamento do serviço de alimentação nas suas assembleias e congressos passavam a ser cobertos através de donativos voluntários não-solicitados, e este passaria a ser simplificado de modo a não sugerir uma operação de venda.
Segundo as Testemunhas, o valor anteriormente solicitado era irrisório e visava apenas cobrir os seus custos de impressão e expedição. No entanto, devido a escândalos financeiros amplamente noticiados que envolveram certas religiões, além da crescente tendência dos governos de classificar a atividade religiosa como empreendimento comercial, as Testemunhas de Jeová fizeram alguns ajustes para evitar equívocos. Entre esses escândalos, destacou-se o processo Ministério Jimmy Swaggart vs. Direcção de Impostos da Califórnia (Jimmy Swaggart Ministries vs. Board of Equalization of California), junto do Supremo Tribunal dos EUA, em 17 de Janeiro de 1990. Jimmy Swaggart, um pregador protestante, famoso tele-evangelista norte-americano dos anos 70 e 80 do Século XX, acabou por perder este processo, ficando estabelecido que a venda de publicações religiosas poderia ser taxada pelo Estado. Apesar de Jimmy Swaggart nada ter a ver com as Testemunhas de Jeová, a decisão judicial que o envolveu resultou, segundo alguns, em que o Corpo Governante se prevenisse contra eventuais acções sobre a Sociedade.
Anteriormente, a Sociedade Torre de Vigia de Bíblias e Tratados de Pensilvânia (Watch Tower Bible and Tract Society of Pennsylvania) imprimia as publicações nas suas gráficas e as enviava às congregações em consignação. As congregações encarregavam-se da distribuição e enviavam o dinheiro recebido referente ao valor das publicações distribuídas. Embora afirmassem que recebiam apenas donativos voluntários não-solicitados e que estes não visavam fins lucrativos, alguns críticos viam nisto uma operação de venda. Segundo tais argumentos, se as publicações de uma associação religiosa são produzidas para venda, logo realiza actividades comerciais.
Com o novo sistema, a Sociedade Torre de Vigia de Bíblias e Tratados de Pensilvânia continua sendo a identidade jurídica responsável por produzir todas as publicações religiosas que as Testemunhas de Jeová distribuem. Mas o dinheiro recebido nas caixas de contribuições para o que designam por Obra Mundial, em cada Salão do Reino, não é mais depositado nas suas contas bancárias. Existem agora outras sociedades (ou associações) jurídicas sem fins lucrativos, responsáveis pelo recebimento do dinheiro. Estas alegam ter fins culturais, educacionais ou humanitários para manterem o estatuto de isenção fiscal. Mesmo concordando que as contribuições recebidas são apenas para cobrir os custos das publicações (impressão, expedição, transporte, matéria-prima, entre outras despesas), a Sociedade Torre de Vigia e suas congéneres têm sido consideradas por algumas autoridades governamentais como possíveis contribuintes em alguns tipos de impostos. Na França, por exemplo, as autoridades tentaram implementar um imposto predial sobre os imóveis que servem como Salões do Reino e de Assembleias, bem como taxar em 60% todas as contribuições anónimas e voluntárias efectuadas pelos que assistem às suas reuniões públicas. As Testemunhas apelaram desta decisão por submeter um requerimento ao Tribunal Europeu dos Direitos Humanos (ECHR, segundo a sigla em inglês) em 25 de Fevereiro de 2005, alegando discriminação religiosa . Mais de 874 000 pessoas assinaram essa petição em toda a França. Apesar disso, as autoridades francesas emitiram ordem de pagamento do imposto em Janeiro de 2006. As Testemunhas recorreram novamente ao ECHR que solicitou uma exposição por escrito ao governo francês. O caso foi resolvido em 11 de Dezembro de 2012, após 15 anos de Batalhas Jurídicas, o governo da França devolveu às Testemunhas de Jeová um total de 6 373 987,31 euros.
No entanto, em alguns outros países, as actividades destas sociedades e das Testemunhas em geral são consideradas como inestimáveis serviços públicos à comunidade. Um exemplo disso foi a decisão favorável do Supremo Tribunal do Quebec, no Canadá, ao se pronunciar sobre a apelação que as Testemunhas interpuseram contra a exigência de uma licença para fazerem as suas visitas de porta em porta. A decisão do tribunal determinou:
"As visitas das Testemunhas de Jeová são um serviço cristão prestado à comunidade e as publicações oferecidas pelas Testemunhas aos interessados são sérias, tratando de assuntos tais como religião, a Bíblia, droga, alcoolismo, educação dos jovens, problemas maritais e divórcio. O Tribunal só pode chegar à conclusão de que comparar as Testemunhas de Jeová a vendedores ambulantes insulta, degrada, prejudica e difama." 
Durante o ano de 2001, a receita anual foi de 951 milhões de dólares americanos, segundo alegada declaração de George M. Couch, Vice-presidente da Sociedade Torre de Vigia de Bíblias e Tratados de Nova Iorque, Inc., ao veículo noticioso Newsday.com. O Anuário das Testemunhas de Jeová de 2007, informa que no ano anterior gastaram-se cerca de "111 milhões de dólares americanos para cuidar de pioneiros especiais, missionários, superintendentes viajantes nas suas designações de serviço de campo."
O que pode ser publicamente constatado é que, devido à sua posição de neutralidade e estrito afastamento de causas políticas, as Testemunhas de Jeová não são favorecidas com subsídios financeiros ou apoio materiais, ou de qualquer outra forma, por qualquer tipo governo organismo estatal, pelo menos não mais do que o previsto na lei para as organizações religiosas. As suas publicações são distribuídas sem custo, sendo que são as próprias Testemunhas ou as pessoas apreciativas que contribuem para cobrir as despesas e, mesmo neste caso, nenhuma delas é obrigada a dar qualquer quantia. Nas suas reuniões nunca se fazem apelos a contribuições financeiras.

## Uma Sociedade distribuidora da Bíblia
Fiel ao seu nome, a Sociedade Torre de Vigia de Bíblias e Tratados dedicou-se ao serviço de distribuir Bíblias, bem como de editar livros, tratados e outras publicações bíblicas. Desde o tempo em que a revista A Sentinela começou a ser publicada, em 1879, as publicações da Sociedade Torre de Vigia têm citado, mencionado e consultado muitas traduções da Bíblia. Assim, a Sociedade tem reconhecido o valor de todas elas, e é conhecida por muitos leitores e admiradores como uma organização inteligente e pesquisadora.
Mesmo antes de 1896, a Sociedade tinha grande atuação como distribuidora da Bíblia. Não com fins lucrativos, mas como um serviço aos seus leitores, ela chamava a atenção para várias traduções da Bíblia disponíveis, comprava-as em grande quantidade de modo a obter bons preços, e daí as colocava à disposição do público por um preço que, às vezes, era apenas 35 por cento do preço de tabela. Entre algumas destas traduções encontravam-se as seguintes:
- Tradução literal de Young;
- Tradução de Leeser (inglês ao lado do hebraico);
- New Testament de Tischendorf (com leituras variantes dos MSS gregos);
- Tradução de Murdock (do siríaco);
- Bíblia Variorum (com várias traduções em inglês);
- The Newberry Bible (com notas marginais).

### Algumas traduções publicadas pela Sociedade
Em 1896, as Testemunhas de Jeová, por meio da Sociedade Torre de Vigia, entraram directamente no campo de publicar e distribuir a Bíblia. Alistam-se em seguida as versões publicadas,
- As Bíblias de Rotherham e de Holman

Em 1986, a Sociedade adquiriu os direitos de impressão de Joseph B. Rotherham, tradutor britânico da Bíblia, para editar nos Estados Unidos a décima segunda edição, revisada, de seu Novo Testamento. No frontispício dos exemplares dessa Bíblia aparecia o nome da Sociedade Torre de Vigia de Bíblias e Tratados, Allegheny, Pensilvânia, visto que a sede mundial da Sociedade se localizava ali naquela época. Em 1901, fizeram-se arranjos para uma impressão especial da Holman Linear Bible, contendo notas explanatórias marginais, colhidas das publicações da Sociedade de 1895 a 1901. O próprio texto bíblico apresentava a Versão King James e a Versão Revista das Escrituras Hebraicas e Gregas. Até 1903, a edição inteira de 5 000 exemplares tinha sido distribuída.
- The Emphatic Diaglott

Em 1902, a Sociedade Torre de Vigia veio a ser detentora dos direitos autorais, a única a editar e distribuir a The Emphatic Diaglott. Essa versão das Escrituras Gregas Cristãs foi preparada por Benjamin Wilson, tradutor da Bíblia, nascido na Inglaterra, radicado em Geneva, Illinois, EUA. Foi terminada em 1864. Usou-se o texto grego de J. J. Griesbach, com uma tradução interlinear literal em inglês e a versão do próprio Wilson à direita, usando sinais especiais de ênfase.
- A Edição dos Estudantes da Bíblia

Em 1907, a Sociedade Torre de Vigia publicou uma versão intitulada Edição dos Estudantes da Bíblia. Essa obra continha um texto bem legível da Versão King James da Bíblia e incluía notas marginais, junto com um apêndice elaborado pelas Testemunhas de Jeová. O apêndice, que posteriormente foi ampliado para mais de 550 páginas, foi chamado de "Manual dos Instrutores Bereanos da Bíblia" e foi publicado também em forma de livro separado. Esse continha breves comentários sobre muitos versículos da Bíblia, com referências à revista A Sentinela e aos compêndios da Sociedade, e um resumo de tópicos doutrinais com textos básicos para facilitar as apresentações a outros. Achavam-se incluídos também um índice de tópicos, explicação de textos difíceis, uma lista de passagens espúrias, um índice bíblico, uma cronologia comparativa e 12 mapas. Essa Bíblia foi útil às Testemunhas de Jeová por décadas em sua obra de pregação pública.

### Algumas traduções impressas pela Sociedade
Por 30 anos, a Sociedade Torre de Vigia contratou firmas de fora para imprimir as suas Bíblias. Contudo, em Dezembro de 1926, The Emphatic Diaglott tornou-se a primeira versão da Bíblia a ser impressa nas prensas da Sociedade em Brooklyn, Nova Iorque. A impressão dessa edição do Novo Testamento estimulou a esperança de que a Bíblia completa seria algum dia impressa nas prensas da Sociedade.
- A Versão King James

Enquanto a Segunda Guerra Mundial estava no seu apogeu, a Sociedade conseguiu comprar chapas da inteira Versão King James (King James Version) da Bíblia. No seu apêndice, fornecia uma lista de nomes próprios com seus significados, uma "Concordância de Palavras e Expressões Bíblicas" especialmente elaborada, e outras ajudas.
- A Versão Padrão Americana

Outra importante tradução da Bíblia é a Versão Padrão Americana (American Standard Version), de 1901. Esta tem a característica de verter o nome de Deus como "Jehovah" aproximadamente 6 300 vezes no Novo Testamento. Após longas negociações, a Sociedade Torre de Vigia  conseguiu comprar, em 1944, o uso de chapas da inteira Versão Padrão Americana da Bíblia para imprimir nas suas próprias prensas. O apêndice incluía a ampliada "Concordância de Palavras, Nomes e Expressões Bíblicos". Uma edição de bolso da mesma Bíblia foi publicada em 1958.
- The Bible in Living English

Em 1972, a Sociedade Torre de Vigia produziu a versão The Bible in Living English, do falecido Steven T. Byington. Ela verte uniformemente o nome divino como "Jehovah".

### Lançamento da Tradução do Novo Mundo das Escrituras Sagradas

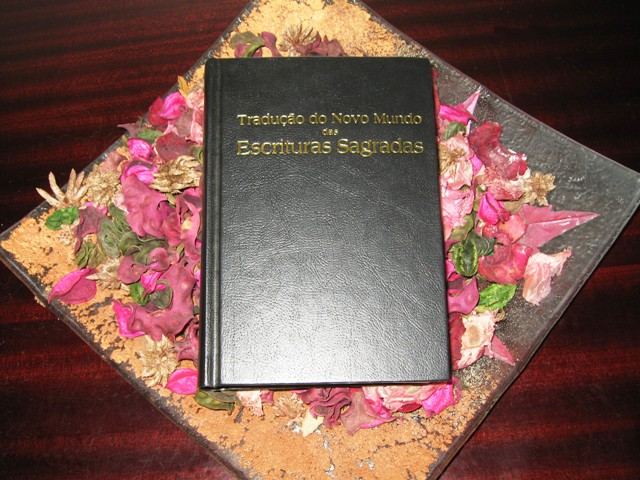
Tradução do Novo Mundo, edição normal

Em 3 de Setembro de 1949, na sede da Sociedade em Brooklyn, o presidente anunciou ao Conselho de Directores a existência da Comissão da Tradução do Novo Mundo da Bíblia, e que ela havia concluído uma tradução moderna das Escrituras Gregas Cristãs, em inglês. Leu-se o documento da Comissão, pelo qual essa cedia a posse, controle e publicação do manuscrito da tradução à Sociedade, em reconhecimento do trabalho não-sectário da Sociedade na obra de promoção da educação bíblica em toda a terra. Leram-se também trechos do manuscrito, como amostra da natureza e da qualidade da tradução. Os directores aceitaram unanimemente a doação dessa tradução, e fizeram-se arranjos para a sua imediata impressão. A composição tipográfica começou em 29 de Setembro de 1949, e em meados de 1950, dezenas de milhares de exemplares encadernados estavam prontos.
Como parte do empenho da Comissão da Tradução do Novo Mundo da Bíblia de ajudar os leitores a se familiarizarem com o conteúdo do texto original em coiné (grego comum) das Escrituras Gregas Cristãs, a comissão produziu a The Kingdom Interlinear Translation of the Greek Scriptures, uma tradução interlinear grego-inglês das Escrituras Gregas. Foi originalmente publicada pela Sociedade Torre de Vigia em 1969 e daí actualizada em 1985. Contém The New Testament in the Original Greek, compilado por B. F. Westcott e F. J. A. Hort. No lado direito da página aparece o texto em inglês da Tradução do Novo Mundo. Mas, entre as linhas do texto grego, há outra tradução bem literal, palavra por palavra, do que o grego diz segundo o sentido básico e forma gramatical de cada palavra. Isto faz com que até mesmo estudantes que não saibam ler grego possam descobrir o que consta no texto grego original.	
Progressivamente, a Tradução do Novo Mundo das Escrituras Sagradas, ficou disponível em muitas línguas, incluindo o braille, em CD-ROM e on-line. Até Setembro de 2007, a tradução completa estava disponível em 43 idiomas, e as Escrituras Gregas Cristãs em outros 18, num total de 61 idiomas, a que se adicionam mais três transcrições em braille. Até Julho de 2007 a sua tiragem ultrapassou os 143 milhões de exemplares, em várias edições . Em 2007, 40 equipas de tradução continuam empenhadas em aumentar o número de línguas em que a Tradução do Novo Mundo pode ser obtida.
A  Sociedade Torre de Vigia de Bíblias e Tratados de Nova Iorque, Inc. (Watchtower Bible and Tract Society of New York, Inc.) é a responsável pela publicação e manutenção da versão original editada em inglês da Tradução do Novo Mundo das Escrituras Sagradas, que é usada pelos membros das congregações das Testemunhas de Jeová em todo mundo.

## Meios de difusão da mensagem bíblica

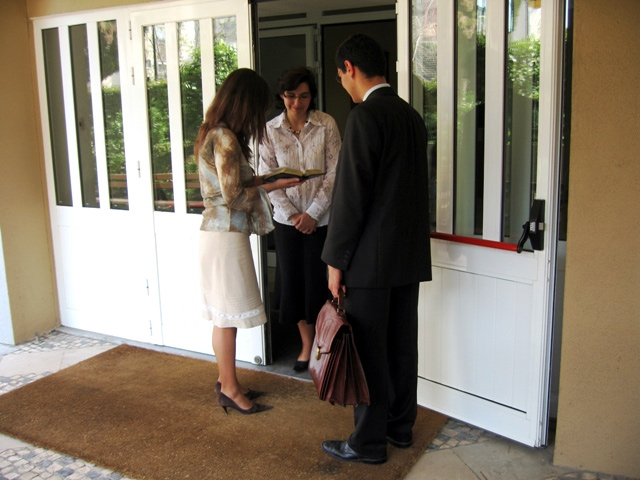
Trabalho de evangelização típico das Testemunhas de Jeová, contactando as pessoas nas suas próprias casas

No mês de Julho, no ano de 1879, publicou-se o primeiro número da revista A Torre de Vigia de Sião e Arauto da Presença de Cristo (na língua inglesa), hoje conhecida como A Sentinela, a mais amplamente difundida revista religiosa do mundo. Outra revista bem conhecida é a Despertai! inicialmente publicada em 1919 sob o título A Idade do Ouro, posteriormente conhecida por Consolação desde 1937, adoptando em 1946 a sua actual designação.
Charles Taze Russell deu-se conta do potencial de imagens animadas para atingir as massas. Assim, em 1912, ele começou a preparar o Fotodrama da Criação. A produção, da responsabilidade da Sociedade Torre de Vigia, era uma apresentação de diapositivos (slides) e filmes com cor e som, que acabou por ter 8 horas de duração. Esta exibição tornou-se pioneira no campo da projecção de filme com som. As exibições começaram em 1914, sendo que no final desse ano uns nove milhões de pessoas na América do Norte, Austrália, Europa e Nova Zelândia já tinham visto o "Fotodrama da Criação", com entrada gratuita. 
Nas primeiras décadas do Século XX, a Sociedade Torre de Vigia publicava sermões nos jornais. A Sentinela de 1 de Dezembro de 1904 anunciava que os sermões de Russell surgiam em três jornais. Em 1913, calculou-se que, através de 2000 jornais, os sermões de Russell alcançavam 15 000 000 de leitores.
Outra forma de divulgação foi o uso das transmissões por rádio. Em 26 de Fevereiro de 1922, Joseph Rutherford proferiu o seu primeiro discurso via rádio, na Califórnia. Dois anos mais tarde, em 24 de Fevereiro de 1924, a emissora WBBR, propriedade da Sociedade Torre de Vigia, em Staten Island, Nova Iorque, começou a operar. Com o tempo, a Sociedade organizou cadeias mundiais para transmitir por rádio programas e discursos bíblicos. Em 1933, havia 408 emissoras que transmitiam a mensagem bíblica em seis continentes. A Sociedade Torre de Vigia operou a WBBR, em Nova Iorque, entre 1924 a 1957.
Em 1933, as Testemunhas de Jeová começaram a empregar outro método inovador de pregação. Um fonógrafo transportável, com amplificador e alto-falante, era usado para fazer ouvir os discursos de rádio de Rutherford, gravados em discos de 33 1/3 rpm (rotações por minuto), em salões, parques e outros lugares públicos. Eram também usados carros e barcos de som para fazer soar a mensagem. O uso eficiente dos fonógrafos levou a outra inovação — a pregação de casa em casa com fonógrafos leves. Em 1934, a Sociedade começou a produzir fonógrafos portáteis e uma série de discos de 78 rpm que continham discursos bíblicos de 4 minutos e meio. Com o tempo, foram usadas gravações em disco que abrangiam 92 assuntos diferentes. Ao todo, a Sociedade produziu mais de 47 000 fonógrafos. Entretanto, com o tempo, deu-se mais ênfase às apresentações orais da mensagem do Reino, de modo que o serviço com os fonógrafos foi aos poucos eliminado. Cada vez mais se dava ênfase ao uso da página impressa e ao contacto directo com as pessoas para transmitir a sua mensagem, tanto de casa em casa como em lugares públicos.

### Impressão e distribuição de publicações
Apesar de inicialmente recorrerem a sociedade impressoras comerciais, as Testemunhas de Jeová passaram a adquirir o seu próprio parque editorial. Os complexos gráficos de Brooklyn e Wallkill, no Estado de Nova Iorque, Estados Unidos, bem como outros em vários outros países da Terra, possuem capacidade de produzir anualmente centenas de milhões de exemplares de diversas publicações religiosas em forma de livros, brochuras, tratados, boletins (tal como o Nosso Ministério do Reino), fitas VHS, DVDs, CDs, CD-ROM's e revistas (como A Sentinela e a Despertai!).
Além das suas revistas com tiragens quinzenais e mensais, as Testemunhas de Jeová imprimem livros, brochuras e tratados que alcançam tiragens de milhões de exemplares, cujo conteúdo está relacionado com a história bíblica, profecias, doutrinas, conduta cristã ou aplicação de princípios bíblicos. O livro O Maior Homem Que Já Viveu comenta todos os relatos contidos nos Evangelhos, em ordem cronológica. Algumas publicações analisam livros bíblicos versículo por versículo, como é o caso de Revelação — Seu Grandioso Clímax Está Próximo!, Preste Atenção à Profecia de Daniel! e os dois volumes de Profecia de Isaías — Uma Luz para Toda a Humanidade. No manual Raciocínios à Base das Escrituras encontram-se respostas a centenas de objecções e perguntas bíblicas normalmente levantadas no serviço de evangelização que realizam. Informações sobre outras religiões, incluindo os seus ensinos e a sua história, são apresentadas no livro O Homem em Busca de Deus. A obra Testemunhas de Jeová - Proclamadores do Reino de Deus conta em detalhes a história moderna das Testemunhas de Jeová. Os acontecimentos recentes na obra mundial de pregação são publicados regularmente no Anuário das Testemunhas de Jeová. A obra Estudo Perspicaz das Escrituras é uma enciclopédia e um atlas bíblico, onde se podem obter detalhes sobre povos, lugares, coisas, idiomas ou eventos históricos associados com a Bíblia.
Na sua edição de 1990, o Livro Guinness dos Recordes (Guiness World Records) incluiu, sob o capítulo "Maiores Tiragens", o livro A Verdade Que Conduz à Vida Eterna, editado em 1968 pela Sociedade Torre de Vigia de Bíblias e Tratados, com copyright da Watchtower Bible and Tract Society of New York, Inc. Em Maio de 1987, o livro Verdade já tinha alcançado uma tiragem de 106 486 735 exemplares impressos em 116 línguas, segundo o livro do Guinness. Esta publicação acabou por alcançar a notável tiragem de mais de cento e sete milhões de exemplares em 117 idiomas . Mais recentemente, porém, as Testemunhas de Jeová têm distribuído a brochura Viva Para Sempre em Felicidade na Terra!. Até 2004, haviam sido impressos 139 milhões de exemplares desta brochura editada em 1982 pelas mesmas Sociedades, em 299 línguas, tornando-a a publicação produzida pela Sociedade Torre de Vigia mais amplamente traduzida até agora. Até àquele ano, mais de 200 milhões de exemplares da brochura O Que Deus Requer de Nós? foram impressos em 267 línguas. Hoje, a principal publicação usada pelas Testemunhas na sua obra de evangelização, servindo como manual para o estudo da Bíblia, é o livro O Que a Bíblia Realmente Ensina?, publicado em 2005. Quanto ao número total de línguas em que as publicações das Testemunhas de Jeová são editadas, até Setembro de 2007 a cifra alcançava os 437 idiomas.
Apenas no ano de 2003, as Testemunhas de Jeová distribuíram mundialmente 91 933 280 livros, folhetos e brochuras baseados na Bíblia, além de 697 603 247 revistas, alcançando assim centenas de milhões de pessoas em 235 países com aquilo que crêem ser a mensagem da Palavra de Deus.
Entre 1998 e 2008, a Sociedade Torre de Vigia produziu e distribuiu mais de 20 mil milhões (exactamente 20 786 804 802 exemplares) de livros, revistas, tratados, brochuras, Cds, DVDs, e outros itens similares baseados na Bíblia.

#### Lista de alguns livros publicados
Apenas como referência, alistam-se abaixo as publicações da Sociedade Torre de Vigia, apenas em formato de livro e só desde 1970 em diante (datas de edição na língua inglesa):
- 1971, Ajuda ao Entendimento da Bíblia (quatro volumes)
- 1971, "As Nações Terão de Saber que Eu Sou Jeová" — Como?
- 1971, Escute o Grande Instrutor
- 1971, Manual da Escola do Ministério Teocrático
- 1972, Curso da Escola do Ministério do Reino
- 1972, O Paraíso Restabelecido Para a Humanidade — Pela Teocracia!
- 1972, Organização Para Pregar e Fazer Discípulos
- 1973, Aproximou-se o Reino de Deus de Mil Anos
- 1973, Comprehensive Concordance of the New World Translation of the Holy Scriptures
- 1973, Verdadeira Paz e Segurança — De Que Fonte?
- 1974, É Esta Vida Tudo o Que Há?i
- 1974, O "Propósito Eterno" de Deus Triunfa Agora Para o Bem do Homem
- 1974, O Paraíso Restabelecido para a Humanidade - Pela Teocracia!ii
- 1975, Está Próxima a Salvação do Homem da Aflição Mundial!
- 1976, Boas Novas — Para Torná-lo Feliz
- 1976, Espírito Santo — A Força por Detrás da Vindoura Nova Ordem!
- 1976, Sua Juventude — O Melhor Modo de Usufruí-la
- 1977, A Vida Tem Objetivo
- 1977, Brilhando Como Iluminadores no Mundo
- 1977, O Reino de Deus — Nosso Iminente Governo Mundial
- 1978, Meu Livro de Histórias Bíblicas
- 1978, Torne Feliz Sua Vida Familiar
- 1979, A Escolha do Melhor Modo de Vida
- 1979, Comentário à Carta de Tiago
- 1980, Felicidade — Como Encontrá-la
- 1980, "Venha o Teu Reino"
- 1982, Poderá Viver Para Sempre no Paraíso na Terra
- 1983, Unidos na Adoração do Único Deus Verdadeiro
- 1984, Sobrevivência Para Uma Nova Terra
- 1985, A Vida — Qual a Sua Origem? A Evolução ou a Criação?
- 1985, Raciocínios à Base das Escrituras
- 1985, Segurança Mundial sob o "Príncipe da Paz"
- 1985, Verdadeira Paz e Segurança — Como Poderá Encontrá-la?
- 1988, Estudo Perspicaz das Escrituras (3 volumes em português)
- 1988, Revelação — Seu Grandioso Clímax Está Próximo
- 1989, A Bíblia — Palavra de Deus ou de Homem?
- 1989, Os Jovens Perguntam — Respostas Práticas
- 1990, O Homem em Busca de Deus
- 1991, O Maior Homem Que Já Viveu
- 1992, Linguagem de Sinais (Libras - Brasil)
- 1993, Testemunhas de Jeová - Proclamadores do Reino de Deus
- 1995, Conhecimento Que Conduz à Vida Eterna
- 1996, O Segredo de uma Família Feliz
- 1998, Existe um Criador Que se Importa com Você?
- 1999, Preste Atenção à Profecia de Daniel!
- 2000, Profecia de Isaías — Uma Luz para Toda a Humanidade I
- 2001, Profecia de Isaías — Uma Luz para Toda a Humanidade II
- 2002, Achegue-se a Jeová
- 2002, Adore o Único Deus Verdadeiro
- 2002, Beneficie-se da Escola do Ministério Teocrático
- 2003, Aprenda do Grande Instrutor
- 2005, Organizados para fazer a vontade de Jeová
- 2005, O Que a Bíblia Realmente Ensina?
- 2006, Viva Tendo em Mente o Dia de Jeová
- 2007, 'Venha Ser Meu Seguidor'
- 2008, Os Jovens Perguntam - Respostas Práticas II
- 2008, Mantenha-se no Amor de Deus
- 2009, Cantemos a Jeová
- 2009, 'Dê Testemunho Cabal' Sobre o Reino de Deus
- 2010, Jeremias e a Mensagem de Deus para nós
- 2011, Os Jovens Perguntam - Respostas Práticas I (revisado)

Além destes livros, foi editado anualmente um Anuário das Testemunhas de Jeová que relata a actividade das Testemunhas a nível mundial bem como apresenta a história da sua implantação e desenvolvimento em alguns países em cada edição. Além dos livros, alguns deles editados em formatos diferentes, tal como edições em tipo grande para os com dificuldade visual, foram ainda lançados muitos outros títulos em forma de tratados, brochuras e meios audio-visuais.

## Várias sociedades usadas pelas Testemunhas de Jeová
As maiores corporações reconhecidas legalmente, que representam as Testemunhas de Jeová, e as datas em que foram organizadas, são as seguintes:
- 1884 Watch Tower Bible and Tract Society of Pennsylvania (Pensilvânia, Estados Unidos da América)
- 1909 Watchtower Bible and Tract Society of New York, Inc. (Nova Iorque, Estados Unidos da América)
- 1914 International Bible Students Association (Londres, Inglaterra, e corporações filiais no Canadá e outras nações da Comunidade Britânica)
- 1953 Monomi-no-To Seisho Sasshi Kyokai (Japão)
- 1956 Wachtturm Bibel und Traktat-Gesellschaft (Alemanha)
- 1979 Association Chrétienne Les Témoins de Jéhovah de France (França)

Informações sobre algumas destas sociedades legais, e outras entretanto renomeadas, são apresentadas em seguida:

### Sociedade Torre de Vigia de Tratados de Sião
A Sociedade Torre de Vigia de Tratados de Sião (Zion’s Watch Tower Tract Society) foi fundada em 1881 e registada legalmente no Estado de Pensilvânia (Estados Unidos da América) em 15 de dezembro de 1884. O nome foi mudado em 1896 para Sociedade Torre de Vigia de Bíblias e Tratados (Watch Tower Bible and Tract Society). Desde 1955, tem sido conhecida por Sociedade Torre de Vigia de Bíblias e Tratados da Pensilvânia (Watch Tower Bible and Tract Society of Pennsylvania) que constitui a sociedade que originou o título deste artigo.

### Companhia Publicadora da Torre
Tratava-se duma firma de Charles Taze Russell. Em 1898, ele transferiu bens da Companhia Publicadora da Torre como donativo para a Sociedade Torre de Vigia de Bíblias e Tratados (Watch Tower Bible and Tract Society).

### Associação Púlpito do Povo
A Associação Púlpito do Povo (People's Pulpit Association) foi fundada em 1909 visando a transferência dos escritórios principais da Sociedade para Brooklyn, Nova Iorque. Em 1939, o nome foi mudado para Sociedade Torre de Vigia de Bíblias e Tratados, Inc. (Watchtower Bible and Tract Society, Inc). Desde 1956 tem sido conhecida por Sociedade Torre de Vigia de Bíblias e Tratados de Nova Iorque, Inc. (Watchtower Bible and Tract Society of New York, Inc.).
Ver subtópico seguinte.

### Sociedade Torre de Vigia de Bíblias e Tratados de Nova Iorque, Inc.

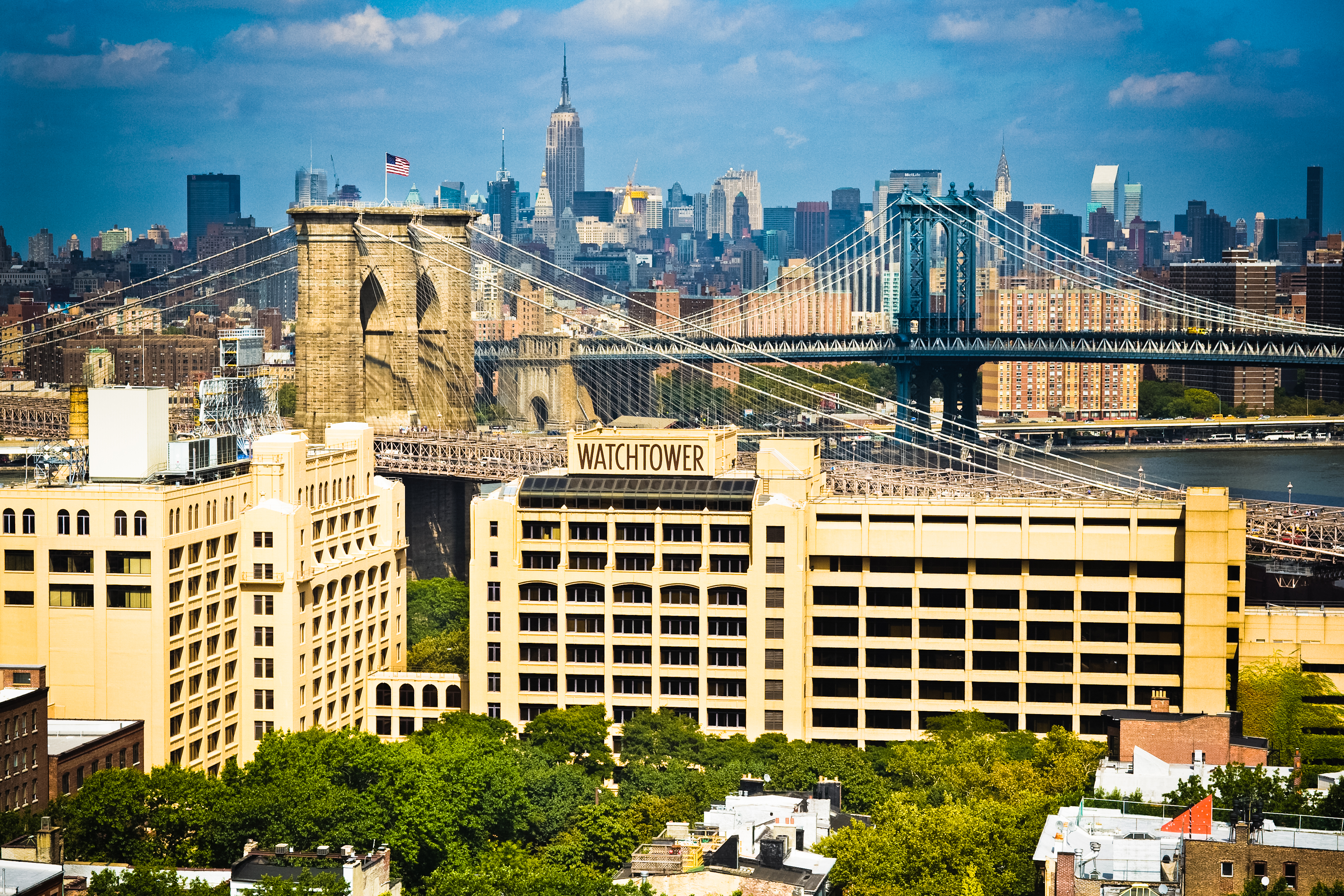
Sociedade Torre de Vigia de Bíblias e Tratados de Nova Iorque, Inc.

A Sociedade Torre de Vigia de Bíblias e Tratados de Nova Iorque, Inc. (Watchtower Bible and Tract Society of New York, Inc.), é a pessoa jurídica que administra os assuntos das Testemunhas de Jeová nos Estados Unidos. É também a responsável pela publicação e manutenção do sites oficiais das Testemunhas de Jeová, porém a propriedade intelectual, copyright  das imagens e marcas registadas, estão reservadas à Sociedade Torre de Vigia de Bíblias e Tratados da Pensilvânia (Watch Tower Bible and Tract Society of Pennsylvania).
Actual Directoria da Sociedade Torre de Vigia de Bíblias e Tratados de Nova Iorque, Inc.
- Presidente: Leon Weaver Jr.;
- Vice-presidentes: George M. Couch; Lonnie R. Schilling;
- Secretario-tesoureiro: Gerald F. Simonis;
- Outros restantes directores: Gerald D. Grizzle; David G. Sinclair; Robert M. Pevy.

### Associação Internacional dos Estudantes da Bíblia
Em 1900, E. C. Henninges, um associado de C. T. Russell, chegou ao porto de Liverpool, no noroeste da Inglaterra, viajando até Londres à procura de um local para alugar que servisse de depósito de publicações. Em 23 de Abril, ele alugou uma propriedade em Gipsy Lane, 131, Forest Gate, zona leste de Londres. Ali começou a funcionar a primeira congênere ou filial da Sociedade Torre de Vigia de Bíblias e Tratados, de Pensilvânia, Estados Unidos.
Com o tempo, a crescente atividade dos Estudantes da Bíblia (como eram então conhecidas as Testemunhas de Jeová) exigiu mudanças na estrutura legal do grupo nas Ilhas Britânicas. Em 30 de Junho de 1914, foi registada a Associação Internacional dos Estudantes da Bíblia (International Bible Students Association), de acordo com a Lei das Companhias, como uma companhia de capital ilimitado. Esta nova corporação legal, tornou-se a arrendatária de um prédio em Craven Terrace, 34, em Londres, local então ocupado por alguns membros da família de Betel, termo habitualmente usado para se referir aos trabalhadores voluntários e de tempo integral a servir nas diversas filiais da Sociedade Torre de Vigia. A corporação-mãe legal era a Sociedade Torre de Vigia de Bíblias e Tratados, de Pensilvânia, Estados Unidos.
Naquele tempo, a congênere da Grã-Bretanha cuidava da obra do Reino em todo o território das Ilhas Britânicas, incluindo a Irlanda. Desde 1966, porém, uma congênere separada, localizada primeiro em Dublin e agora ao sul daquela cidade, supervisiona a obra em toda a Irlanda.

### No Brasil
A Sociedade Torre de Vigia de Bíblias e Tratados de Nova Iorque Inc., é a mantenedora jurídica das outras sedes filiais das Testemunhas de Jeová, sendo no Brasil representada inicialmente com o nome Sociedade Torre de Vigia de Bíblias e Tratados. Logo após a implementação da "simplificação do arranjo" nas sociedades jurídicas, foram criados os nomes de representação legal, que são Associação das Testemunhas Cristãs de Jeová, Associação Beneficente das Testemunhas de Jeová, Associação Bíblica e Cultural das Testemunhas de Jeová e Associação Torre de Vigia de Bíblias e Tratados .

### Em Portugal
Em Portugal, as Testemunhas de Jeová usam diversas entidades jurídicas, sendo a principal delas a Associação das Testemunhas de Jeová, sedeada em Alcabideche, nos arredores de Lisboa.

### Sites oficiais das Testemunhas de Jeová
- (em português) - Site oficial das Testemunhas de Jeová
- (em português) - Tradução do Novo Mundo das Escrituras Sagradas Bíblia on-line

### Outras ligações de interesse
- (em português) - Triângulos Roxos - As vítimas esquecidas do Nazismo
- (em inglês) - Museu do Holocausto em Washington - Secção reservada às Testemunhas de Jeová